# Dominique Pétin
Pour les articles homonymes, voir Pétin.
Dominique Pétin, née à Montréal le 28 juin 1961, est une actrice québécoise.

## Biographie
Elle est née d’une mère huronne-wendate de la réserve de Wendake et d’un père d’origine française. Elle a d’abord percé comme comédienne au théâtre et à la télévision mais, depuis 2008, elle est également chanteuse de jazz. Son talent l’amène à se produire en solo, en trio et en quatuor. Que ce soit en français, en anglais ou en espagnol.
En 2012, elle crée le projet musical le Brassières Shop avec les comédiennes Marie-Ève Pelletier et Geneviève Bilodeau.
En 2022, elle interprète Flora dans la série télévisée Pour toi Flora, écrite et réalisée par la cinéaste Sonia Bonspille Boileau et produite par Jason Brennan pour Nish Média, première série dramatique autochtone de Radio-Canada. L'oeuvre, tournée notamment à Ottawa, Gatineau, et en territoire anichinabé avec l'appui de la communauté de Kitigan Zibi, s'inspire de faits réels et aborde l'héritage douloureux des pensionnats autochtones au Québec. La série est diffusée sur ICI Radio-Canada Télé en français et en langue anishinaabemowin sous-titrée en français, puis présentée sur la chaîne APTN. 

## Filmographie
- 1990 : La Misère des riches : Femme flic
- 1991 : Nelligan : Femme garçonne
- 1991 : Espion junior (If Looks Could Kill) : Clerk #1
- 1992 : La Fenêtre : Serveuse
- 1992 : L'Automne sauvage : Leo
- 1993 : Au nom du père et du fils (série télévisée) : Mme Adélaïde Levers
- 1995 : Le Sorcier : Adélaïde Levers
- 1995 : Sous un ciel variable (série télévisée) : Lyne Dupuis
- 1996 : Le Retour (série télévisée) : Élise Veilleux
- 1996 : Parents malgré tout (feuilleton TV) : Isabelle
- 1996 : La Fabrication d'un meurtrier d'Isabelle Poissant : Maritsa
- 1999 : Cornemuse (série télévisée) : Ruby (mère de Rafi)
- 2001 : Fred-dy (série télévisée) : Dyane St-Louis
- 2001 : 15 février 1839 : Mère Gamelin
- 2002 : La Mystérieuse Mademoiselle C. : Mlle Lamerlotte
- 2004 : La Lune viendra d'elle-même : Danielle
- 2004 : Smash : Marie-Emmanuelle
- 2005 : Le Survenant : L'Acayenne
- 2005 : La Promesse (série télévisée) : Justine Savané
- 2008 : Borderline : Tina Brochu
- 2008 : René Lévesque : Le Destin d'un chef (minisérie) : Lise Payette
- 2010 : Toute la vérité : Me Marshall
- 2013 : Destinées : Josée, intervenante sociale de Kim
- 2013 : L'Auberge du chien noir : Joanne Lavoie
- 2015 : Unité 9 : Me Claude Marois
- 2019 : Fourchette : Louise
- 2021 : Bootlegger : cheffe du conseil de bande
- 2022 : Pour toi Flora : Flora[3]